# Rytidosperma acerosum
Rytidosperma acerosum là một loài thực vật có hoa trong họ Hòa thảo. Loài này được (Vickery) Connor & Edgar miêu tả khoa học đầu tiên năm 1979.